# Silvia Jato
Silvia Jato (Lugo, 6 de junho de 1971) é uma apresentadora espanhola.
Estudou economia pela Universidad CEU San Pablo e participou em programas diversos da televisão.
É casada e tem dois filhos.

## Prêmios
- Miss Spanien 1989: Maid of Honour
- Miss Europe1991: Maid of Honour, Miss Photogenic, Miss Sympathy
- TP de Oro (2001, 2002, 2003) Candidata
- Premios ATV (2003, 2004) Candidata

## TV
- 1990:"Sabor a ti" TVG (Televisión Autonómica de Galicia)
- 1991:"Sabor 92",TVG
- 1991:"Gala pro-Bosnia",TVG
- 1991:"Gala Santiago de Compostela, Capital Cultural Europea del año 2000", TVG
- 1995:"Gala moda Pazo de Mariñán", TVG
- 1995-1996: "Pasarela de Estrellas", TVG
- 1996:"Gala de Nochevieja", Antena 3 Televisión
- 1996:"Gala moda Pazo de Mariñán", TVG
- 1997:En Antena, Antena 3: com Inés Ballester.
- 1997:Noche de Impacto, Antena 3: com Carlos García Hirschfeld.
- 1999-2000: Mírame, Antena 3
- 2000-2005: Pasapalabra, Antena 3
- 2004:Pelopicopata, Antena 3
- 2004:Los Más, Antena 3, com Arturo Valls.
- 2005:Gala de Nochevieja, Antena 3
- 2006:"Allá tú", Telecinco, substituta de Jesús Vázquez.
- 2007: Por la mañana, TVE, substituta de  Inés Ballester.
- 2007: concunsante de El club de Flo, La Sexta.
- 2008: Fifty Fifty, Cuatro